# Fabian Society

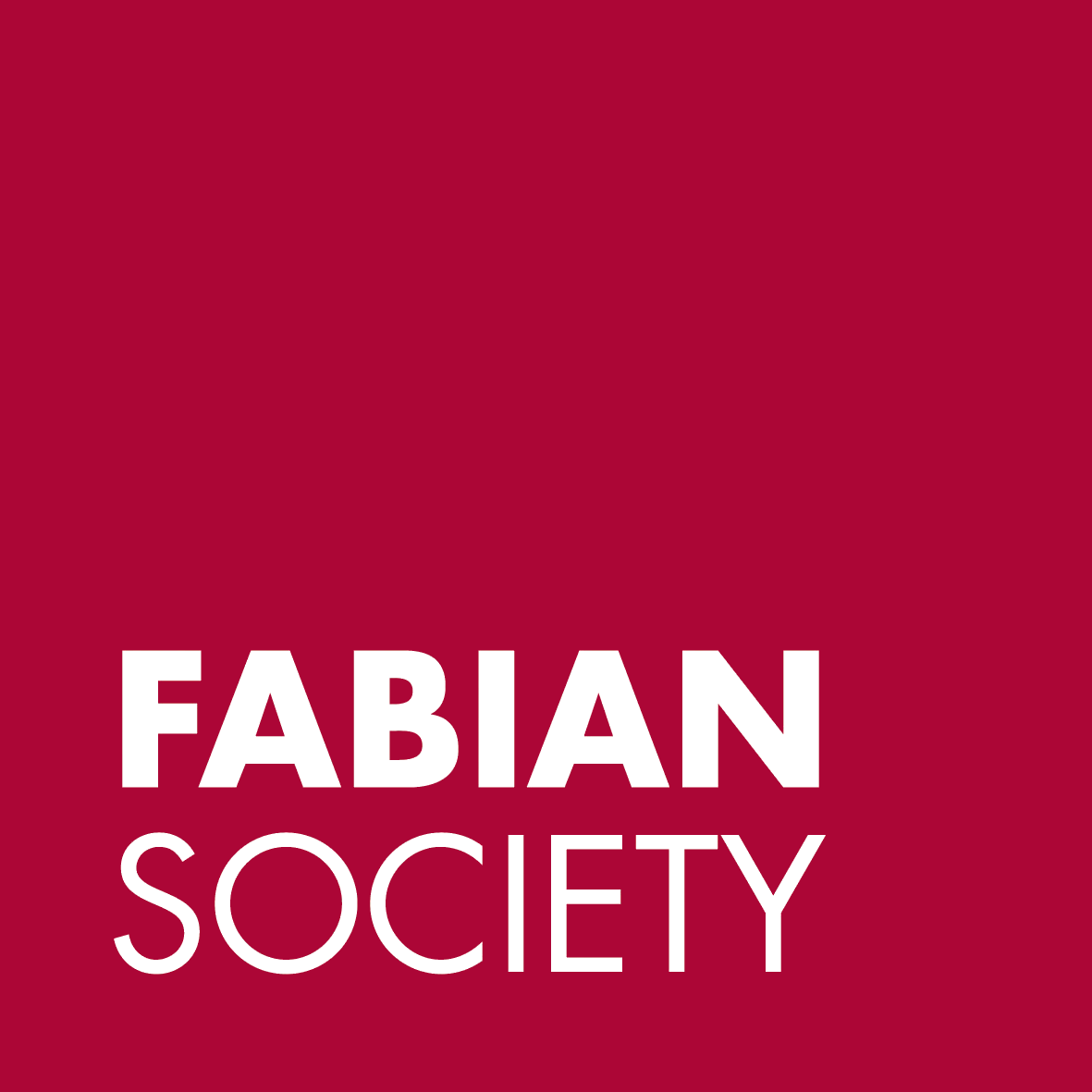
Logo der Fabian Society

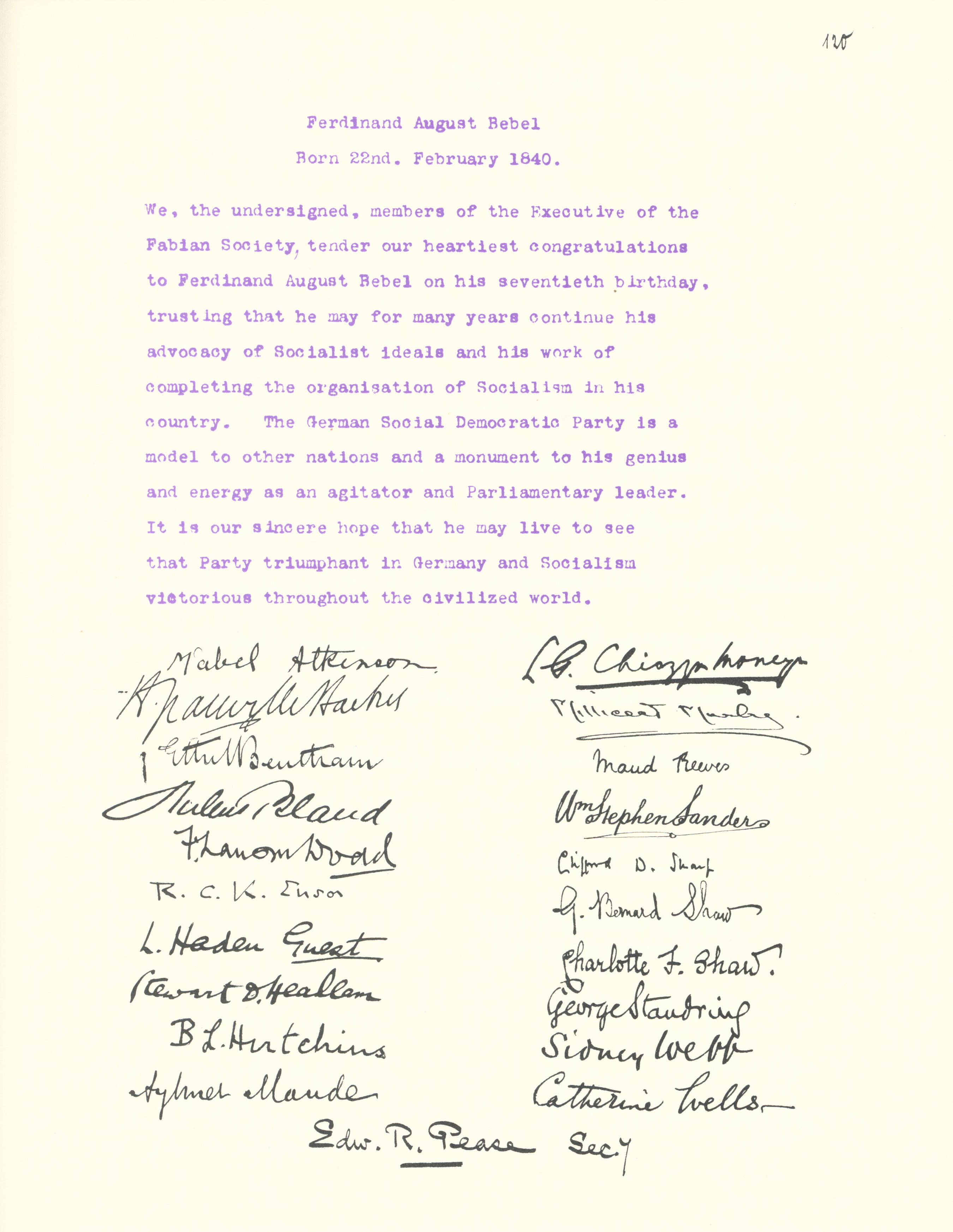
Glückwunschschreiben zum 70. Geburtstag von August Bebel, 1910

Die Fabian Society (deutsch „Fabianische Gesellschaft“), gegründet am 4. Januar 1884 im Vereinigten Königreich Großbritannien und Irland, ist eine britische sozialistische intellektuelle Bewegung, die durch ihre wegweisende Arbeit im späten 19. Jahrhundert bis zum Ersten Weltkrieg bekannt wurde. Vergleichbare Gesellschaften bestehen in Australien und Neuseeland. Das Gedankengut der britischen Fabier verbreitete sich auch auf dem europäischen Festland, so gründeten österreichische Repräsentanten der Fabier in Wien die um die Jahrhundertwende 1900 in Cisleithanien einflussreiche Sozialpolitische Partei.

## Namensherkunft
Fabianer leitet sich ab von dem Cunctator („der Zögerer“) genannten römischen General Quintus Fabius Maximus Verrucosus, der für seine berechnende, lange Zeiträume einkalkulierende Strategie bekannt war. Er wollte eher durch Störmanöver und Zermürbung als durch Frontalangriffe gegen die Karthager unter ihrem berühmten General Hannibal zum militärischen Erfolg kommen.

## Fabianismus / Fabianischer Sozialismus
Der Fabianismus fokussiert sich auf die Weiterentwicklung sozialistischer Ideen durch beständige Einflussnahme auf mächtige intellektuelle Kreise und Gruppen. Die Fabian Society war Ende des 19. Jahrhunderts einer der Wegbereiter der britischen Labour Party und ist auch heute noch aktiv. Sie wurde am 4. Januar 1884 in London ins Leben gerufen, als ein Ableger einer 1883 gegründeten Gruppe, die sich The Fellowship of the New Life nannte, zu der zum Beispiel die Dichter Edward Carpenter und John Davidson, der Sexualforscher Havelock Ellis und Edward R. Pease, der spätere Sekretär der Fabian Society, gehörten.
Die Fellowship wollte die Gesellschaft verändern, indem Beispiele eines reinen und einfachen Lebens vorgelebt wurden. Als aber einige Mitglieder die Veränderung der Gesellschaft auch politisch aktiv vorantreiben wollten, wurde entschieden, dass eine separate Gruppierung, die Fabian Society, gegründet werden sollte. Allen Mitgliedern war freigestellt, sich der einen oder anderen oder beiden Gesellschaften anzuschließen. Die Fellowship of the New Life löste sich in den frühen 1890er Jahren auf, während die Fabian Society wuchs und eine beachtliche intellektuelle Komponente im Vereinigten Königreich in der Zeit des Königs Eduard VII. wurde.
Sofort nach ihrer Gründung begann die Gesellschaft aufgrund ihres sozialistischen Ansatzes viele Intellektuelle anzuziehen, darunter George Bernard Shaw, H. G. Wells, Sidney und Beatrice Webb, Annie Besant, Graham Wallas, Hubert Bland, Sidney Olivier und Emmeline Pankhurst. Auch Bertrand Russell trat ihr später bei. Ihr Handlungsprinzip war eher die soziokulturelle Evolution der Gesellschaft anstatt einer Revolution.
Viele Fabier nahmen an der Gründung der Labour Party im Jahr 1900 teil, und die Verfassung der Gruppe, von Shaw geschrieben, hat viele Parallelen zu den Gründungsdokumenten der Labour Party.
In der Zeit zwischen den Weltkriegen war die mittlerweile zweite Generation von Fabiern – darunter die Schriftsteller Richard Henry Tawney, George Douglas Cole und Harold Laski – ein wichtiger Einflussfaktor bei der Sozialdemokratisierung der Labour Party.
Seit den 1920er Jahren war die Gruppe durchgehend einflussreich in den Kreisen der Labour Party, mit Mitgliedern wie Ramsay MacDonald, Clement Attlee, Anthony Crosland, Richard Crossman, Tony Benn, Harold Wilson, und später Tony Blair und Gordon Brown.
In den Jahren 1945–1951 betrug die höchste Mitgliederzahl rund 5.000 Mitglieder, 2016 waren es etwa 7.000 Mitglieder.
1960 wurde die Young Fabian Group gegründet, ein wichtiges Netzwerk und Diskussionsforum für jüngere (unter 31 Jahre) Aktivisten der Labour Party. Sie spielte eine Rolle bei der Wahl von Tony Blair zum Parteivorsitzenden im Jahr 1994.
1947 etablierte sich die australische Fabian Society. Sie ist die älteste politische „Gedankenschmiede“ in Australien.